# Tlogosari (Tlogowungu)
Tlogosari is een bestuurslaag in het regentschap Pati van de provincie Midden-Java, Indonesië. Tlogosari telt 3843 inwoners (volkstelling 2010).